# شريان معدي إثنا عشري
الشريان المعدي الإثنا عشري (بالإنجليزية: Gastroduodenal artery)‏ هو فرع من الشريان الكبدي الأصلي.